# Michael Jace
Michael Jace (Paterson, Nueva Jersey, 13 de julio de 1962) es un actor estadounidense, conocido por su papel en la serie de televisión The Shield: Al margen de la ley.

## Trayectoria
Aunque es más conocido por su participación en la serie The Shield: Al margen de la ley, donde da vida a Julien Lowe, un oficial de policía de Los Ángeles, también se le conoce por sus papeles secundarios en las películas: Forrest Gump (1994) y El planeta de los simios (2001).
Michael debutó en 1992, interpretando a Otis Cooke en el episodio titulado Conspiración (Conspiracy), de la serie de televisión: Ley y orden. Durante los dos primeros años de su carrera, estuvo trabajando en televisión, hasta que llegó el momento de saltar a la gran pantalla; comenzando su viaje por la gran pantalla en Forrest Gump, interpretando el papel secundario como Pantera Negra.
Durante los años siguientes, ha ido compaginando su trabajo entre el cine y la televisión, participando en reconocidas series como: Urgencias, CSI: Crime Scene Investigation o The Shield: Al margen de la ley, con la que ganó cierta fama y en la que más tiempo trabajó, apareciendo hasta en 94 episodios.
Su última aparición fue en la serie de televisión: Southland, en 4 episodios desde 2009 hasta 2013.

## Vida privada
Michael Jace, estuvo casado con Jennifer Bitterman de 1996 a 2002, cuando ambos se divorciaron compartiendo un hijo.
Un año más tarde, el 3 de junio de 2003, Michael contrajo matrimonio con April Denise Laune, una asesora financiera. Con ella tuvo dos hijos, pero su matrimonio se vio truncado por el asesinato de April a manos de Michael, el 19 de mayo de 2014.
En 2011 se declaró en bancarrota, acumulando una deuda de 500.000 dólares (364.665 euros).

### Asesinato de April
El 19 de mayo de 2014, Michael Jace llamó a la policía para informar que había acribillado a tiros a su esposa delante de sus dos hijos. La policía le mantuvo al teléfono hasta que llegaron a su domicilio, donde se encontraron el cuerpo sin vida de April, quien presentaba múltiples heridas de bala. Los vecinos declararon a la policía, que habían escuchado una fuerte discusión entre la pareja, la cual, finalizó con el sonido de varios disparos; y aunque este confesó el asesinato, no fue encontrada el arma.
Tras la detención, se le impuso una fianza de 1 millón de dólares (729.331 euros).
Antes de llamar a la policía, Michael llamó y envió un mensaje de texto a la madre de April, en el que decía: Ven a por mis hijos, he matado a April.

## Filmografía

### Cine
- (2011) Division III: Football's Finest, como Roy Goodwyn.
- (2009) State of Play, como Oficial Brown.
- (2007) El encuentro, como Jeff.
- (2006) Gridiron Gang, como Sr. Jones.
- (2005) Fair Game, como E.
- (2003) Cradle 2 the Grave, como Odion.
- (2002) Punto cero: Los Ángeles, como MacVaughn.
- (2001) El planeta de los simios, como Major Frank Santos.
- (2000) The Replacements, como Earl Wilkinson y Ray Smith.
- (1999) Entre ladrones, como Malcolm.
- (1997) Bombshell, como Detective Jefferson.
- (1997) Boogie Nights, como Jerome.
- (1996) The Fan, como Scalper.
- (1996) The Great White Hype, como Marvin Shabazz.
- (1995) Días extraños, como Wade Beemer.
- (1994) Peligro inminente, como guardacostas.
- (1994) Forrest Gump, como Pantera Negra.

### Televisión
- (2009-2013) Southland, como Terrel.
- (2011) Nikita, como Capitán Tony Merrick.
- (2011) El mentalista, como Lawrence.
- (2011) Sin cita previa, como Randy.
- (2010) Último aviso, como Jeff Taylor.
- (2010) Rizzoli & Isles, como Malcolm Senna.
- (2010) CSI: Crime Scene Investigation, como director de seguridad.
- (2002-2008) The Shield: Al margen de la ley, como Oficial y detective Julien Lowe.
- (2007) Bats 2: human harvest, como Martínez. (Telefilme)
- (2006) Caso abierto, como Andre Tibbs.
- (2000-2002) La juez Army, como Sr. Rhymers.
- (2001) Se ha escrito un crimen: El último hombre libre, como Samuel Pinkey. (Telefilme)
- (1993-2001) Policías de Nueva York, como ADA Vernon Shore.
- (1999) Ryan Caulfield: Year One
- (1999) Michael Jordan: An American Hero, como Michael Jordan. (Telefilme)
- (1999) Médicos en Los Ángeles, como Sr. Simms.
- (1998) Arli$$, como Dwayne Troy.
- (1998) Pensacola: Wings of Gold, como Capitán Greg Wilner.
- (1997) Urgencias, como Bill Nelson.
- (1996) Nash Bridges
- (1996) Dangerous Minds, como Jerome Griffin.
- (1995) Under One Roof, como Roger.
- (1994) Chicago Hope, como residente.
- (1994) Star Trek: Espacio profundo 9, como Primer Oficial.
- (1994) Las aventuras de Brisco County, como Sargento Arms.
- (1994) La ley de Los Ángeles, como Oficial.
- (1992) Ley y orden, como Otis Cooke.

### Cortometrajes
- (2005) Bathsheba, como Uriah.
- (2003) Jonah, como Rey de Nineveh.
- (1998) Kings, como Dane Washington.